# Scoglio Ravia
Lo scoglio Ravia è un'isola dell'Italia, nel Lazio.